# Diascia dielsiana
Diascia dielsiana är en flenörtsväxtart som beskrevs av Rudolf Schlechter och William Philip Hiern. Diascia dielsiana ingår i släktet tvillingsporrar, och familjen flenörtsväxter. Inga underarter finns listade i Catalogue of Life.